# Уэйнрайт, Марта
Ма́рта Уэ́йнрайт (англ. Martha Wainwright; 8 мая 1976, Монреаль, Квебек, Канада) — канадско-американская певица

.

## Биография
Марта Уэйнрайт родилась 8 мая 1976 года в Монреале (провинция Квебек, Канада) в семье фолк-исполнителей: американца Лудона Уэйнрайта-третьего и канадки Кейт Макгерригл. У Марты есть старший брат — певец Руфус Уэйнрайт. Её мать Кейт и тётя Анна составляли известный канадский дуэт Kate & Anna McGarrigle, с которым Марта с детства часто выступала и записывалась — их музыкальные традиции они с братом во многом продолжают сегодня.
Марта начала свою музыкальную карьеру в 1996 году. В 2004 году Уэйнрайт исполнила песню «I’ll Be Seeing You» и сыграла роль вокалистки № 3 в ночном клубе в фильме «Авиатор».
С 15 сентября 2007 года Марта замужем за продюсером Брэдом Альбетта. У супругов два сына — Арканджело Альбетта (род. 16.11.2009) и Фрэнсис Валентин Альбетта (род. 05.02.2014).

## Дискография
- Ground Floor (1997)
- Martha Wainwright (2005)
- I Know You’re Married But I’ve Got Feelings Too (2008)
- Come Home to Mama (2012)
- Goodnight City (2016)